# Neus Sabaté Vizcarra
Neus Sabaté Vizcarra (Tarragona, 1975) és una física i científica catalana del Consell Superior d'Investigacions Científiques.
Estudià Ciències Físiques a la Universitat de Barcelona (UB) entre 1994 i 1998. Poc després, va tenir l'oportunitat de realitzar unes pràctiques al departament   d'electrònica de la mateixa universitat, que la va enviar a realitzar una estada a Tolosa, França, al "Laboratory for Analysis and Architecture of Systems" (LAAS-CNRS) dependent del Centre Nacional de la Recerca Científica (CNRS), on va descobrir la seva passió per la microelectrònica i els microdispositius, de manera que al seu retorn a Barcelona va realitzar el doctorat a l’Institut de Microelectrònica de Barcelona (IMB-CNM-CSIC). Obtingut el doctorat a la UB al 2003, va realitzar una estada postdoctoral a Alemanya, en un institut de tecnologia, el Fraunhofer-Institut für Zuverlässigkeit und Mikrointegration, on va treballar en un projecte per a la indústria microelectrònica alemanya. A la seva tornada, va iniciar una nova línia d'investigació a l'IMB-CNM-CSIC sobre piles de combustible que ha madurat fins al dia d'avui en el projecte ERC, del Consell Europeu d'Investigació.
Sabaté, que actualment treballa com a investigadora de l'Institut de Microelectrònica de Barcelona (IMB-CNM-CSIC), el 2020 fou seleccionada com una de les tretze finalistes del premi Women Innovators 2020 en la categoria principal, un premi, impulsat pel programa europeu "Horitzó 2020", que reconeix el treball de dones innovadores excel·lents. Se li reconegué el fet de ser cofundadora i assessora científica de l'empresa de base tecnològica Fuelium, creada el 2015 per desenvolupar bateries ecològiques de paper destinades a sistemes portàtils de diagnòstic.
És una de les científiques que a través del Projecte Hypatia l'abril del 2023 aniran a un desert d'Utah per estudiar les condicions de Mart des d'un paisatge geològicament similar.